# Sazes do Lorvão
Sazes do Lorvão es una freguesia portuguesa del concelho de Penacova, con 17,83 km² de superficie y 814 habitantes (2001). Su densidad de población es de 45,7 hab/km².